# Lý Bân
Lý Bân (tiếng Trung: 李彬; 1361 - 1422), tự là Chất Văn (質文), là một võ tướng Trung Quốc đời Minh. Lý Bân từng giữ chức tổng binh quân đội Minh tại Giao Chỉ (tức Đại Việt trong thời gian bị sáp nhập vào Trung Quốc) suốt từ năm 1417 đến năm 1422. Tổng binh trước Lý Bân là Trương Phụ và sau Lý Bân là Vương Thông.

## Thân thế
Theo Minh sử phần Liệt truyện, quyển 154, Lý Bân là người Phượng Dương. Cha của Lý Bân là Lý Tín từng theo Minh Thái Tổ (Chu Nguyên Chương) chiến đấu lập công, sau được phong làm chỉ huy thiêm sự vệ quân ở Tế Xuyên. Lý Bân được thừa tập chức của cha.

## Sự nghiệp

### Đầu thời Minh Thành Tổ (1402-1406)
Lý Bân theo Minh Thành Tổ Chu Đệ chiến đấu lập công, được phong làm hữu quân đô đốc thiêm sự. Đến năm Vĩnh Lạc thứ nhất (1403), Lý Bân được ban tước Phong Thành hầu, hưởng lộc 1 nghìn thạch, con cháu được thừa tập.
Năm Vĩnh Lạc thứ 2 (1404), sau khi cùng Tương Thành bá Lý Tuấn dẹp loạn ở Vĩnh Tân, Lý Bân được giao làm tổng đốc Quảng Đông.

### Đánh Đại Ngu (1406-1407)
Tháng 7 năm Vĩnh Lạc thứ 4 (1406), Lý Bân nhận chức tả tham tướng, hàm phó tướng quân, trợ lý cho Mộc Thạnh sang đánh nước Đại Ngu (Việt Nam ngày nay). Tháng 12, cùng Vân Dương bá Trần Húc tấn công thành Tây Đô, đuổi quân Đại Ngu tới sông Mộc Hoàn. Sau khi đánh dẹp thành công về nước, do khi tấn công thành thì cùng Trần Húc chần chừ, trì hoãn nên không được phong tước mà chỉ được tăng thêm bổng lộc là 5 trăm thạch. Kết thúc chiến dịch này, quân đội Minh hoàn toàn chinh phục Đại Ngu, bắt hai vua Hồ Quý Ly, Hồ Hán Thương về Trung Quốc. Đại Ngu bị Đại Minh sáp nhập làm quận Giao Chỉ.

### Trở về Trung Quốc (1407-1414)
Sau chiến thắng ở Giao Chỉ, Lý Bân được giao làm tổng binh để phòng ngừa cướp biển Nhật Bản. Sau đem quân đi đánh dẹp loạn tại Trường Sa bắt được thủ lĩnh cuộc nổi dậy Lý Pháp Lương. Sau đó được điều tới khu vực Chiết-Mân đảm nhận chức vụ Binh bộ hải khấu.
Năm Vĩnh Lạc thứ 10 (1412) tới Cam Túc cùng Tây Ninh hầu Tống Hổ chinh phục bộ lạc thiểu số. Bân cùng Liễu Thăng đóng binh ngoài biên ải, giao cho thổ quan Lý Anh trấn giữ Mã Xuyên. Tù trưởng Lương Châu là Lão Đích Hãn làm phản. Đô chỉ huy Hà Minh chết trận. Lý Anh truy đuổi buộc Lão Đích Hãn phải chạy qua Xích Cân Mông Cổ. Minh Thành Tổ ra lệnh xuất quân, nhưng không có phương sách gì nên Lý Bân trì hoãn.
Năm 1413, ông thay Trương Hổ trấn giữ Cam Túc. Người Xích Cân Mông Cổ bắt Lão Đích Hãn đem nộp cho Bân. Bân được Thành Tổ thưởng công rất nhiều.
Năm 1414, ông đem quân lên phía bắc chinh phạt, có công, được chuyển sang trấn giữ Thiểm Tây.

### Bình định Giao Chỉ (1417-1422)
Tổng binh Giao Chỉ Trương Phụ bị Mã Kỳ gièm pha nên năm 1417 Minh Thành Tổ cho gọi ông này về nước. Lý Bân được thăng hàm Chinh Di tướng quân và được phái sang Giao Chỉ thay Trương Phụ. Đây cũng là lúc Lê Lợi dấy binh từ Lam Sơn chống lại quân Minh. Suốt 6 năm trời, quân Minh dưới sự chỉ huy của Lý Bân đã nhiều phen làm nghĩa quân Lam Sơn và các lực lượng khởi nghĩa khác nguy khốn.
Theo Đại Việt sử ký toàn thư, Bản kỷ quyển 10, tháng 9 năm 1418, hay tin Lê Lợi, Lý Bân đem quân tới vây bắt, nhưng bị sa vào ổ mai phục của Lê Lợi đặt ở Mường Một đành chịu thua rút lui.
Năm 1419, để tăng cường phục vụ quân đội Minh, Lý Bân xin vua Minh cho thi hành chế độ hộ khẩu (sử gọi là hộ thiếp) để quản lý người chặt chẽ, "bắt châu huyện làm sổ thuế khóa phu dịch và lên danh sách lý trưởng và giáp thủ từng năm. Đại để, cứ 110 hộ là một lý, mỗi năm cử 1 lý trưởng, 10 giáp thủ, để nhận các việc lao dịch, hết lượt lại cử từ đầu. Người làm lý trưởng, giáp thủ bị roi vọt đánh đập khổ sở khôn xiết".
Tháng 7 năm 1419, quan người Việt theo Minh là Phan Liêu dấy binh tấn công thành Nghệ An. Thành sắp thất thủ thì Lý Bân kịp dẫn quân tới cứu được. Lý Bân liền đóng ở thành Nghệ An. Tháng 11, Trịnh Công Chứng và Lê Hanh ở Hạ Hồng, Phạm Thiện ở Tân Minh, Nguyễn Đặc ở Khoái Châu, Nguyễn Đa Cấu và Trần Nhuế ở Hoàng giang thấy thành Đông Quan tiến quân vây đánh thành Đông Quan. Quân đến Lô Giang, đánh phá được cầu phao, nhưng ít lâu sau, bị Lý Bân đánh bại. Sau đó Lý Bân ở lại Đông Quan.
Tháng 4 năm 1420, Lý Bân đàn áp được lực lượng của Lộ Văn Luật ở Thạch Thất. Tháng 6 năm này, Lý Bân đàn áp được lực lượng của Trần Thái Xung ở Đạo Hồi và của Phạm Ngọc ở Đồ Sơn. Phạm Ngọc thua chạy liền đi theo Lê Ngã tấn công thành Xương Giang và trại Bình Than. Lý Bân đem đại quân cả thủy lẫn bộ đánh tan được lực lượng của Lê Ngã.
Tháng 10 cùng năm, Cầm Bành dẫn đường cho Lý Bân cùng Phương Chính đem 10 vạn quân đi quan Quỳ Châu tới tấn công Lê Lợi ở Mường Thôi. Đến Thi Lang thì quân Minh bị rơi vào trận địa phục kích của Lê Lợi, đại bại. Lý Bân và Phương Chính trốn thoát được.
Tháng 2 năm 1422, Lý Bân bị mắc bệnh mà chết tại Giao Chỉ, được truy tặng tước Mậu quốc công, thụy Cương Nghị.